# Motoambulans
Motoambulans – motocykl wykorzystywany jako pojazd ratunkowy, dzięki posiadanemu specjalnemu doposażeniu w sprzęt medyczny, oraz kwalifikacjom osób, które kierują pojazdem.
Wdrożenie pomysłu jest wynikiem wykorzystania funkcjonalności dwóch pojazdów: motocykla i ambulansu, a także odpowiedzią na zwiększającą się liczbę użytkowników dróg, przy ograniczonym zakresie przepustowości infrastruktury transportowej.

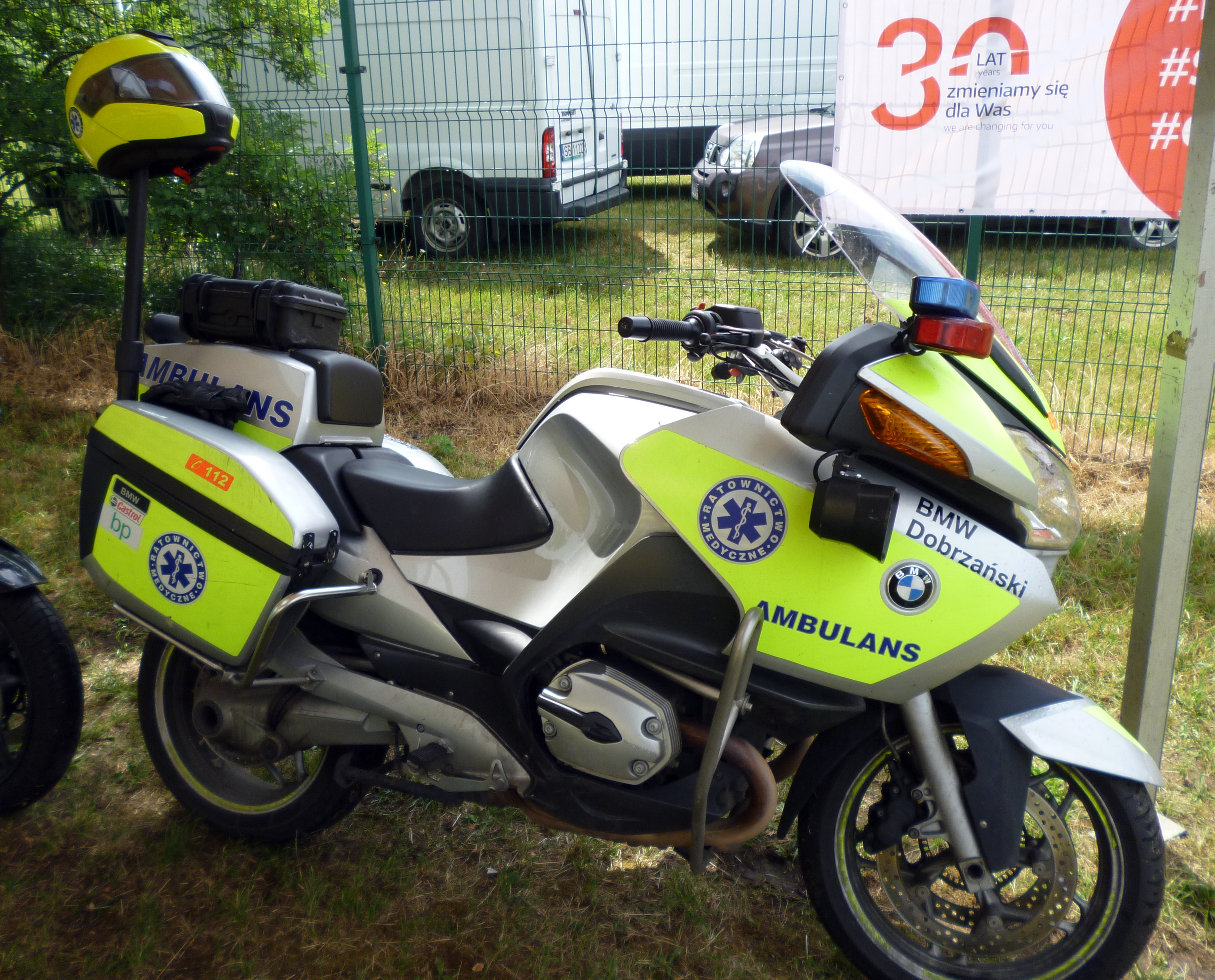
Motoambulans BMW RT 1200 w Krakowie

## Motoambulanse na świecie
W zależności od państwa (posiadanej przez niego infrastruktury drogowej, zabezpieczenia medycznego oraz poziomu rozwoju gospodarczego) wygląd motoambulansu i funkcje jakie pełni mogą się różnić. W kilku państwach, ma on za zadanie nie tylko pomoc doraźną, ale także transport pacjenta. W państwach afrykańskich (np. Czad, Kongo, Uganda) dodatkowo jest wyposażony w lekką przyczepkę. Służy ona do transportu pacjenta. Zastosowane rozwiązania techniczne pozwalają na wybór pozycji przewożonego – siedząca, bądź leżąca, zapewniają także ochronę przed słońcem. W krajach rozwiniętych jego działanie dotyczy jedynie udzielenia bezpośredniej pomocy poszkodowanemu.

### Niemcy
Od 1983 roku wprowadzono używanie motoambulansów. Obecnie wykorzystuje się 25 specjalnych motocykli wspartych pracą 100 wolontariuszy paramedycznych. Ich głównym zadaniem jest pomoc poszkodowanemu na miejscu zdarzenia.

### Wielka Brytania
Korzysta ze wsparcia motoambulansów od 1990r. Wprowadzone rozwiązanie się sprawdziło, czego dowodem są motoambulanse uruchamiane w nowych lokalizacjach np. Croydon. Ich głównym zadaniem jest dotarcie do poszkodowanego i udzielenie pomocy szybciej, niż w przypadku standardowego ambulansu.

### Hongkong
Wdrożenie motoambulansów do systemu ratowniczego rozpoczęło się w 1982 roku. Liczba wykorzystywanych motocykli wzrastała, aż do 37 w roku 2004. Udzielana pomoc najczęściej dotyczyła poszkodowanych w wypadkach drogowych, pomocy osobom nieprzytomnym, z rozległymi urazami, a także osobom z zaburzeniami pracy serca.

### Brazylia
Od roku 2000 wsparcie w postaci motoambulanów jeździ po ulicach São Paulo. Jego głównym zadaniem jest przeprowadzenie triage, co pozwala na szybsze udzielenie właściwej pomocy poszkodowanym.

### Uganda
Dzięki pomocy Wielkiej Brytanii we wschodniej części Ugandy funkcjonuje 30 motoambulansów. Oprócz udzielenia pomocy doraźnej ich zadaniem jest także transport pacjenta. Dotyczy to szczególnie kobiet w ciąży i zapewnienia im przejazdu do szpitala. Tym samym zmniejszenia liczby zgonów w trakcie porodów domowych.

### Południowa Afryka
Od 2012 do pracujących już motoambulansów dołączyło sześć nowych maszyn jeżdżących po ulicach Johannesburga. Udzielają bezpośredniej pomocy poszkodowanym, stabilizują ich stan do czasu transportu przez karetkę.

### Polska
Motoambulans w Polsce prowadzony jest przez ratownika (bądź też – rzadziej – ratownik przewożony jest jako pasażer, tudzież pasażerem jest pielęgniarka, lekarz), który zabezpiecza miejsce zdarzenia, ocenia sytuację, udziela pomocy medycznej poszkodowanemu – jeszcze przed przyjazdem ambulansu, czy zajmuje się zadysponowaniem dodatkowo służb ratowniczych (np. PSP, Policja). W Polsce motocykle ratownictwa medycznego znajdują się: w Gdańsku, Łodzi, Krakowie, Warszawie, Katowicach, Legnicy, Olsztynie, Bydgoszczy, Rzeszowie, Kamiennej Górze oraz od marca 2021 również w Toruniu. Gdańsk był pierwszym w Polsce miastem, w którym od 2002 wykorzystywany był motocykl ratownictwa medycznego. Przykłady funkcjonowania motocyklowych ratowników: Stacja Pogotowia Ratunkowego w Olsztynie, zakup pojazdu częściowo sfinansował wojewoda, a koszt użytkowania jednośladu pokrywany jest z kontraktu podpisanego z Narodowym Funduszem Zdrowia, w Krakowie ratownicy medyczni na motocyklach z Fundacji R2 działają dzięki wsparciu sponsorów przy współpracy z Krakowskim Pogotowiem Ratunkowym. Fundacja R2 w 2017 realizowała projekt „R2 Ratownictwo Motocyklowe w Krakowie”, który współfinansowany był ze środków Gminy Miejskiej Kraków w ramach współpracy Urzędu Miasta Kraków. Od 2016 działa Fundacja „Ratownictwo Motocyklowe Polska” będąca jedyną ogólnopolską organizacją, która zrzesza ratowników na motocyklach z całego kraju.

## Umocowanie prawne
Treść tej sekcji należy opracować w taki sposób, aby nie uwypuklała nadmiernie polskiej specyfiki / aby nie zawężała się tylko do polskich warunków
Dokładniejsze informacje o tym, co należy poprawić, być może znajdują się w dyskusji tej sekcji.
 Po wyeliminowaniu niedoskonałości należy usunąć szablon [[Szablon:Dopracować|]] z tej sekcji.
Ustawa o Państwowym Ratownictwie Medycznym z dn. 8 września 2006 r. definiuje, iż ambulans powinien służyć do przewozu poszkodowanych. Motoambulans tego warunku nie realizuje, jednakże ze względu na wyposażenie oraz funkcje – spełnia poza tym zadania ambulansu.
Motoambulans stanowi uzupełnienie funkcjonującego systemu ratowniczego. Polskie prawo nie przewiduje jednośladowej karetki, jednakże przy umieszczeniu jej w systemie jako pilota karetki – i takież interpretacji ze strony władz danego województwa – pojawia się możliwość wykorzystania pojazdu. W przypadku Olsztyna – Zarząd województwa wpisał motoambulans do tak zwanego Rocznego Wojewódzkiego Planu Zabezpieczenia Działań Ratowniczych dla Województwa Warmińsko – Mazurskiego. Plan jest przygotowywany na podstawie: ustawy z dnia 8 września 2006 r. o Państwowym Ratownictwie Medycznym oraz rozporządzenia Ministra Zdrowia z dnia 20 czerwca 2008 r. w sprawie wojewódzkiego planu działania systemu Państwowe Ratownictwo Medyczne oraz kryteriów kalkulacji kosztów działalności zespołów ratownictwa medycznego (Dz.U. Nr 142, poz. 893).
Wówczas NFZ ma możliwość, aby taki motocykl zakontraktować. Zastosowanie motocykla – jako pilota karetki – oznacza, że ratownik na motocyklu, zabezpiecza miejsce zdarzenia, sprawdza, czy dana osoba faktycznie potrzebuje pomocy medycznej. Jeśli tak jest, ratownik jej udziela i w razie konieczności przewiezienia chorego wzywa ambulans, inne służby ratunkowe, jeśli wymaga tego sytuacja. Motoambulanse są także wykorzystywane do przewozu krwi, płytek, organów do transplantacji.

## Sytuacja społeczna
Pojazd sprawdza się w miejskich korkach. Jest lekki i zwrotny. Motocykl wykorzystywany jako narzędzie ratunkowe, daje możliwość dotarcia do osób potrzebujących, w tempie znacznie szybszym, niż ma to miejsce w przypadku ambulansów samochodowych. Ponadto doskonale sprawdza się na zakorkowanych ulicach oraz wszędzie tam, gdzie przejazd większymi pojazdami jest utrudniony i rozciągnięty w czasie. W sytuacjach zagrożenia zdrowia i życia, najczęściej o powodzeniu akcji decydują minuty, dlatego wykorzystanie jednośladów ma tak kluczowe znaczenie. Za ich zastosowaniem opowiada się także czynnik ekonomiczny – koszty eksploatacji motoambulansu są dziesięć razy niższe niż standardowego ambulansu.

## Wyposażenie
Motocykl ratunkowy jako pojazd specjalistyczny jest odpowiednio oznakowany i doposażony. Podstawowe wyposażenie przewożone jest w kufrach umocowanych na motocyklu. Składa się z części opatrunkowej, sprzętu ratunkowego, dodatkowego wyposażenia, są to między innymi:
- Sygnały świetlne i dźwiękowe (posiadają homologację właściwą dla pojazdów uprzywilejowanych)
- System łączności
- Defibrylator AED
- Kołnierz ortopedyczny
- Respirator transportowy z zestawem do tlenoterapii

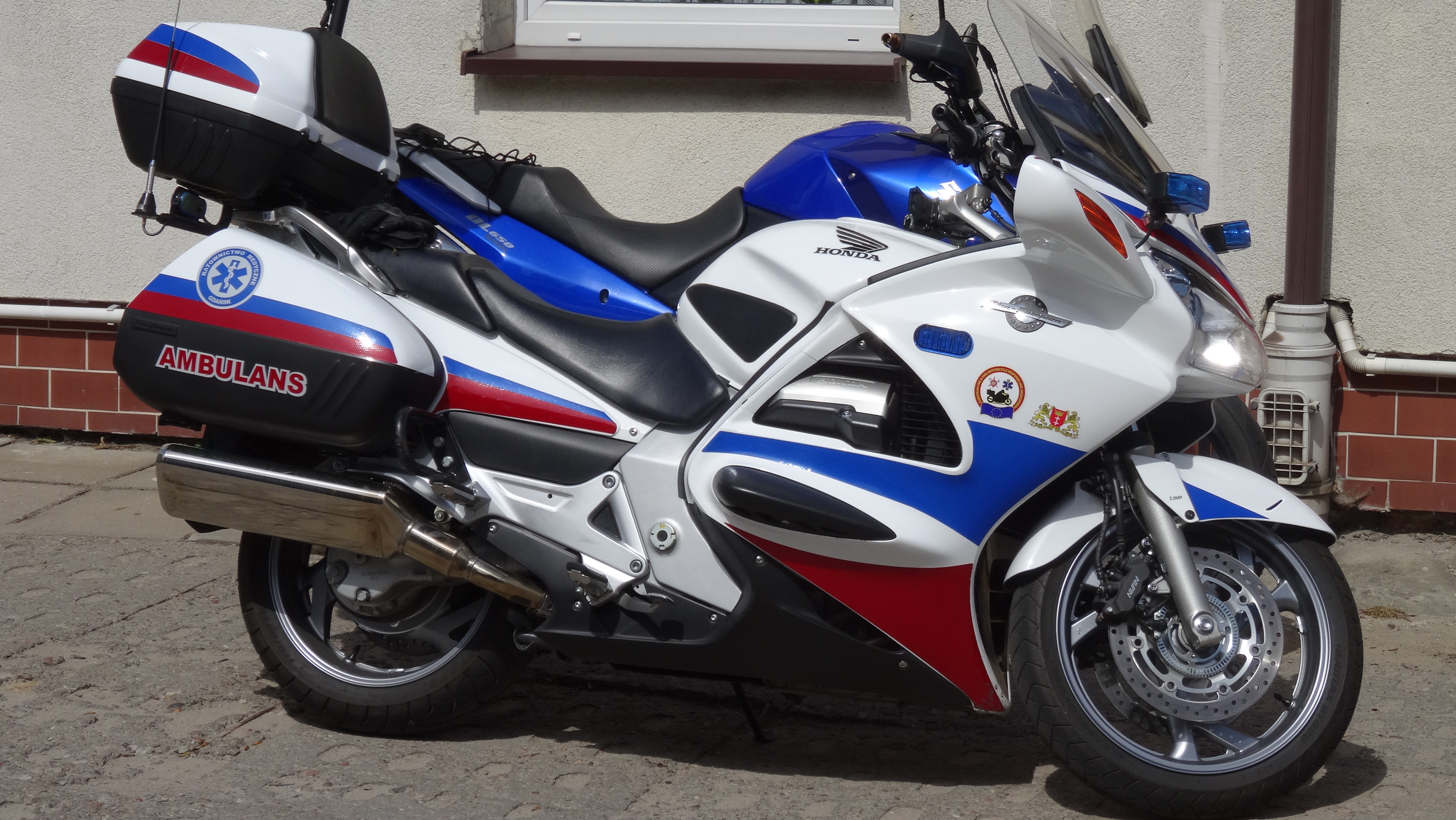
Motoambulans Honda ST 1300 Pan-European, Gdańsk

- Odbiornik GPS.

## Modele motocykli wykorzystywanych w Polsce
- Kraków: BMW RT 1150 Ambulans, BMW RT 1200 Ambulans i Suzuki V-Strom DL 650 Ambulans
- Gdańsk: Harley-Davidson (od 2002), zastąpiony po 10 latach eksploatacji przez Honda ST 1300 Pan-European[20]
- Pruszcz Gdański: KTM 990 SMT[21]
- Olsztyn: Honda Transalp,
- Śląsk: Honda ST 1100 Pan-European, Yamaha FJR 1300, Honda ST 1300 Pan-European
- Warszawa: BMW R1200 GS Adventure SE, Honda ST 1300 Pan-European, Yamaha Tenere XT660Z, Yamaha Tracer 700, Piaggio Mp3 500[22]
- Bydgoszcz: Suzuki DL 1000 V-storm, BMW S1000XR